# 쉐보레 콜벳 C6
쉐보레 콜벳 C6(영어: Chevrolet Corvette C6)는 쉐보레에서 2004년부터 2013년까지 생산했던 스포츠카이다.

## 개요
2004년에 출시되어 2013년에 후속 차종인 쉐보레 콜벳 C7의 등장으로 인해 단종되었다.

## 엔진
| 유형 | 연식          |
| ---- | ------------- |
| LS2  | 2005년~2007년 |
| LS7  | 2006년~2013년 |
| LS3  | 2008년~2013년 |
| LS9  | 2009년~2013년 |

LS2는 2008년~2013년식 모델에서 LS3로 대체되었다.
자동변속기가 장착된 GS 컨버터블 또는 그랜드 스포트 쿠페의 LS3 엔진에는 건식섬프 윤활 대신 습식섬프가 있다.

## 리미티드 에디션

### 론 펠로우즈 ALMS GT1 챔피언십 에디션
2007년 ALMS GT1 챔피언십에서 콜벳 레이싱 팀 드라이버 론 펠로우즈의 승리를 기념하기 위해 개발된 콜벳 Z06의 특별판이다. 눈에 띄는 외부 특징으로는 특수 아크틱 화이트 페인트, 전면 펜더의 빨간색 그랜드 스포츠 스타일 줄무늬, 우승 차량의 상징과 유사한 단풍잎을 통합한 빨간색 및 은색 해시 스타일 줄무늬가 있다. 내부는 빨간색 인테리어를 사용했으며 좌석, 콘솔 및 도어 패널에 액센트를 보완했다. 팔걸이에는 론 펠로우즈의 서명이 있다. 캐나다 시장으로 향하는 33대 중 399대만 생산되었다.

### ZHZ (2008년)

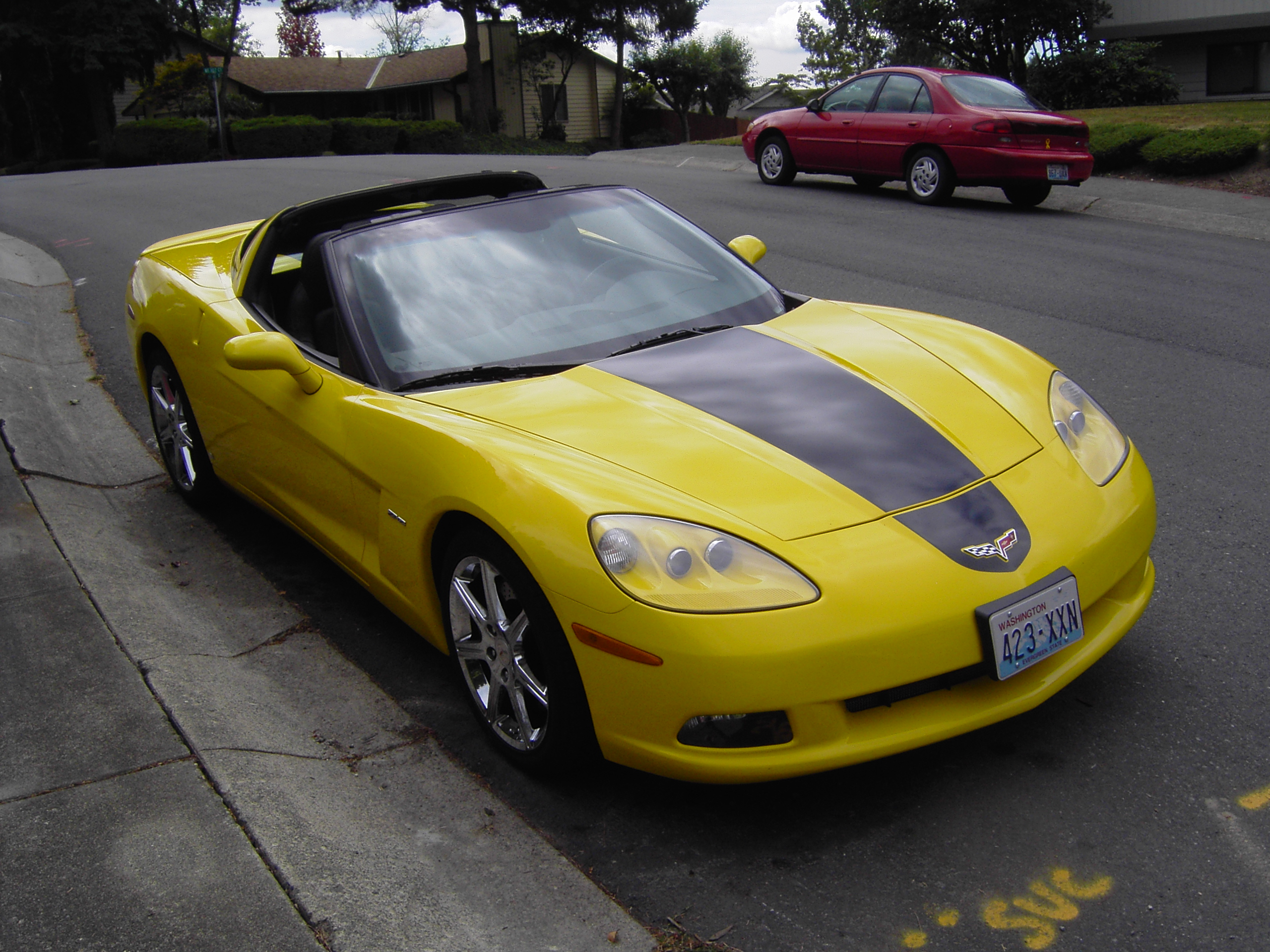
쉐보레 콜벳 ZHZ

LS3 엔진, 6단 자동 변속기, 진공 작동 밸브 배기 장치, F55 서스펜션 및 독특한 7스포크 크롬 휠을 갖춘 모델이다. 2008년에는 500대의 타르가 탑이, 2009년에는 총 350대의 컨버터블이 생산되었다.

## 레이싱

### 쉐보레 콜벳 C6.R

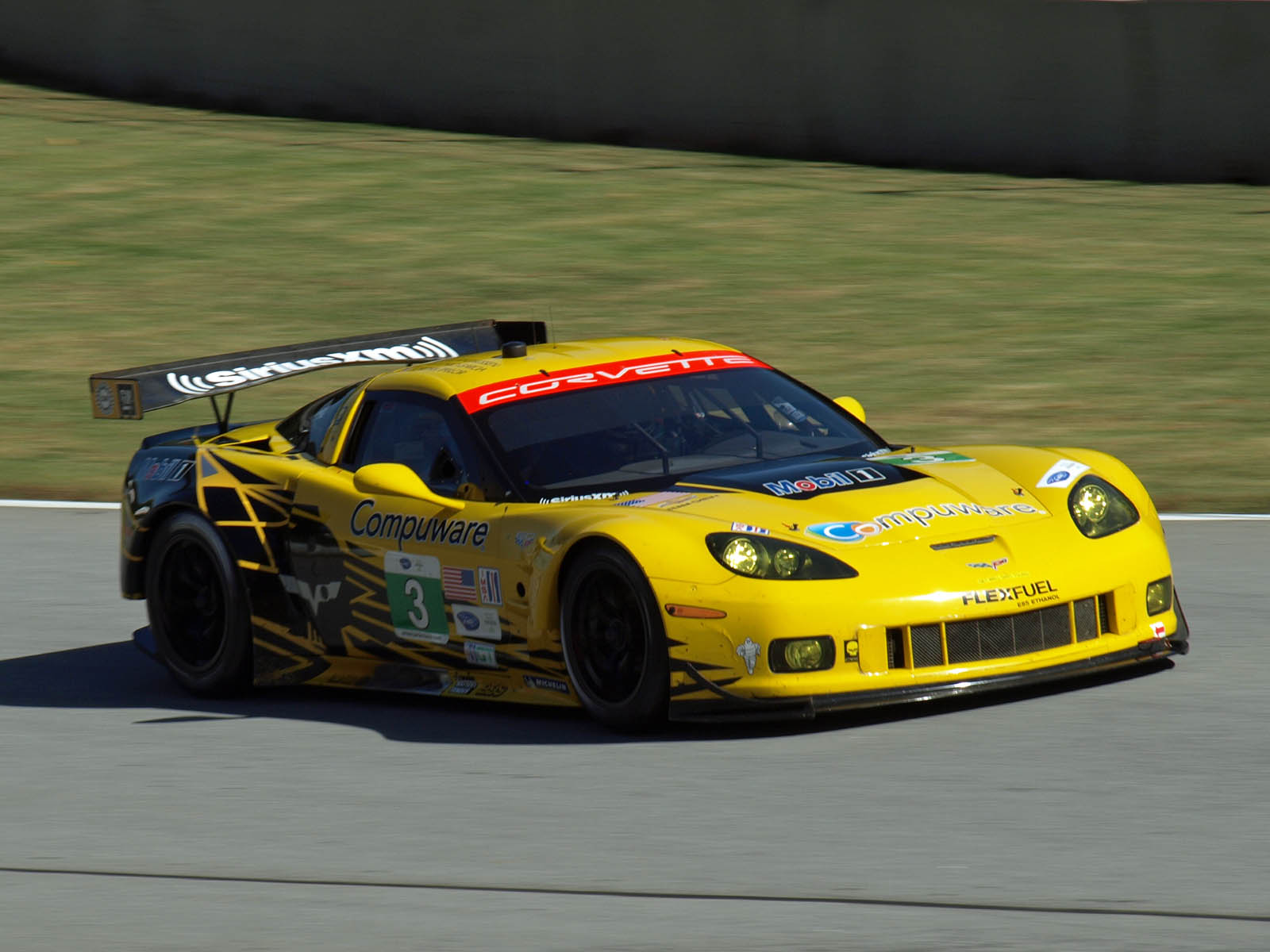
쉐보레 콜벳 C6.R

C6.R은 Pratt & Miller가 제작한 C5-R의 대체 차종으로 2005년 미국 르망 시리즈의 12시간 세브링 내구 레이스에서 첫 대회를 위해 공개되었다.